# Шилпкари
Шилпкари (shilpkar — «робітник руками») — найбільша з регламентованих каст (Scheduled Castes) індійського штату Уттаракханд, їх число станом на 2001 рік становило 786 тис. осіб або близько 10 % від населення штату. Основними заняттями представників касти є сільське господарство і ремісництво, рідше — послуги.